# Сельское поселение «Номоконовское»
Се́льское поселе́ние «Номоконовское» — муниципальное образование в Шилкинском районе Забайкальского края Российской Федерации.
Административный центр — село Номоконово.

## История
Статус и границы сельского поселения установлены Законом Читинской области от 19 мая 2004 года «Об установлении границ, наименований вновь образованных муниципальных образований и наделении их статусом сельского, городского поселения в Читинской области».
Закон Забайкальского края от 25 декабря 2013 года № 922-ЗЗК «О преобразовании и создании некоторых населенных пунктов Забайкальского края»:
Распоряжением Правительства России от 13 мая 2015 года № 860-Р селу Нижнее Номоконово присвоено название.

## Население
| 2010 | 2011 | 2012 | 2013 | 2014 | 2015 | 2016 |
| ---- | ---- | ---- | ---- | ---- | ---- | ---- |
| 610  | ↘609 | ↘593 | ↗599 | ↘582 | ↘565 | ↘546 |
| 2017 | 2018 | 2019 | 2020 | 2021 |      |      |
| ↘542 | ↘530 | ↘523 | ↘503 | ↘490 |      |      |

## Состав сельского поселения
| № | Населённый пункт  | Тип населённого пункта       | Население |
| - | ----------------- | ---------------------------- | --------- |
| 1 | Берея             | село                         | ↘99       |
| 2 | Нижнее Номоконово | село                         |           |
| 3 | Номоконово        | село, административный центр | ↘393      |